# Зоран Вулетић (политичар)
Зоран Вулетић (Крагујевац, 5. мај 1970) српски је политичар. Дуги низ година био је водећи члан Либерално-демократске партије (ЛДП), сада је председник Грађанског демократског форума.

## Детињство, младост и приватна каријера
Вулетић је рођен у Крагујевцу, у тадашњој Социјалистичкој Републици Србији у Социјалистичкој Федеративној Републици Југославији, а одрастао је на Звездари у Београду. Похађао је Пољопривредни факултет Универзитета у Београду и радио је у Агромаркету Београд од 1998. године.